# ۱۹ بچه و در حال شمردن
۱۹ بچه و در حال شمردن یک شوی تلویزیونی واقع‌نمای آمریکایی است که تا زمان لغو آن در سال ۲۰۱۵ به مدت هفت سال در شبکه تلویزیون کابلی تی ال سی پخش شد. این شو زندگی خانواده داگر را نشان می‌داد: والدین جیم باب و میشل داگر و ۱۹ فرزندشان-نه دختر و ده پسر که اسم همگیشان با حرف "J" شروع می‌شود. حین مدت پخش این شو، سه تا از بچه‌ها ازدواج کردند و نوه‌های متعددی به دنیا آمدند.
این شوی واقع نما متمرکز بر زندگی خانوادهٔ داگر است که بپتیست‌های مستقل معتقدی هستند، و غالباً ارزش‌های پاکدامنی، عفت و ایمان به خدا را بحث می‌کنند. داگرها از پیشگیری از بارداری خودداری می‌کنند و می‌گویند تصمیم گرفته‌اند اجازه دهند خدا تعداد فرزندانشان را تعیین کند. همهٔ فرزندانشان در خانه تحصیل می‌کنند، و دسترسی به تفریح نظیر فیلم و تلویزیون محدود است.
این مجموعه در ۲۹ سپتامبر ۲۰۰۸ شروع شد و در ۱۹ مه ۲۰۱۵ خاتمه یافت. این شو با تعداد بینندهٔ متوسط ۲٫۳ میلیون نفر پربیننده‌ترین شوی تی ال سی و جزء ۲۵ شوی تاپ تلویزیون کابلی بود.